# Upper Melakwa Lake
Der Upper Melakwa Lake ist ein winziger See im King County im US-Bundesstaat Washington. Er ist die Quelle des Pratt River.
Der See liegt eine kurze Strecke oberhalb des Melakwa Lake. Er kann durch eine Wanderung flussauf leicht erreicht werden, doch die meisten Besucher sind ob der schwierigen Strecke zum Melakwa Lake zu erschöpft. Vom Upper Melakwa Lake aus nach Norden kann schließlich der Melakwa Pass erreicht werden.